# Dopisy pro Julii
Dopisy pro Julii, v anglickém originále Letters to Juliet, je americký romantický film z roku 2010, jehož režii provedl Gary Winick, s Amandou Seyfriedovou, Vanessou Redgrave a Christopherem Eganem v hlavní roli.
Mladá Američanka Sofie (Amanda Seyfriedová) je na zásnubní (předsvatební) cestě se svým nastávajícím mužem Viktorem v italském městě Verona. Viktor je newyorský restauratér italského původu, který se chystá co nevidět v New Yorku otevřít zbrusu novou italskou restauraci, jeho snoubenka Sofie je začínající novinářka. V Itálii Viktor shání své budoucí dodavatele různých pochutin, surovin a potravin pro svoji restauraci a Sofii se věnuje jen velice málo. Ta se zde dost nudí a prochází se po Veroně, když tu objeví tajemnou zeď, kam ženy a dívky z celého světa připevňují lístky papíru nebo obálky, což Sofii velice zaujme. Zjistí, že každý večer místní ženy všechny lístky a obálky ze zdi sejmou a odnesou je v koši pryč. To vzbudí její zvědavost a začne se o celou věc hlouběji zajímat. Seznámí se zde se skupinou místních žen, které jí objasní, o co zde vlastně jde. Jde o to, že tyto lístky a obálky představují dopisy Julii Capuletové, hlavní a nejznámější romantické hrdince ze Shakespearova dramatu Romeo a Julie. Skupina místních žen jsou zaměstnankyně města Verony a na všechny tyto dopisy pro Julii píší celý den jejich pisatelkám odpovědi. Protože právě nemají vhodnou překladatelku do angličtiny, nabídnou Sofii spolupráci. Sofie jim skutečně začne pomáhat, sblíží se s nimi posléze i její snoubenec Viktor. Sofie pak o několik dnů později pomáhá při večerním sběru Juliiných písemností (dopisů pro Julii) a čirou náhodou objeví ve zdi dutinu po vyviklaném kameni. V dutině ve zdi náhodou nalezne 50 let starý dopis Angličanky jménem Claire, na který po 50 letech coby Juliina sekretářka následně obsáhle odpoví a odešle jej na 50 let starou adresu do Anglie. Po týdnu stará paní Claire (Vanessa Redgrave) přicestuje do Verony i se svým vnukem Charliem s tím, že chce najít svoji dávnou velkou italskou lásku z mládí, Lorenza Bartoliniho, kterého před 50 lety (pro ni velmi nešťastně opustila). Viktor odcestuje na delší dobu pryč na aukci vín a Sofie se s Claire velice rychle sblíží. Vydá se společně s ní a jejím vnukem Charliem hledat onoho "ztraceného" Lorenza Bartoliniho (Franco Nero), což se jim nakonec i po velkém a systematicky prováděném hledání opravdu čirou náhodou povede. 
Během této cesty se s Charliem i přes počáteční neshody velmi sblíží, což pak nakonec způsobí, že se Sofie s Viktorem po návratu do New Yorku rozejde a vrátí se zpět na svatbu Claire s Lorenzem. Zde se s Charliem definitivně spojí a vyznají si lásku.

## Hrají
- Amanda Seyfriedová - Sophie Hall, začínající reportérka z New Yorku
- Christopher Egan - Charlie Wyman, Claiřin vnuk
- Vanessa Redgrave - Claire Smith-Wyman, dívka, která před 50 lety napsala Julii dopis
- Franco Nero - Lorenzo Bartolini, Claiřin milý z mládí (poznámka: Franco Nero a Vanessa Redgrave jsou v civilu skutečnými manželi i mimo tento film)
- Gael García Bernal - Victor, Sophiin milý a snoubenec
- Luisa Ranieri - Isabella, hlavní Juliina sekretářka Juliina klubu ve filmu
- Marina Massironi - Francesca, jedna z Juliiných sekretářek
- Lidia Biondi - Donatella, jedna z Juliiných sekretářek
- Milena Vukotic - Maria, jedna z Juliiných sekretářek
- Oliver Platt - Bobby, šéfredaktor časopisu The New Yorker
- Daniel Baldock - Lorenzo Jr., starší Lorenzův syn
- Stefano Guerrini - Lorenzo III., Lorenzův vnuk
- Ashley Lilley - Patricia, Charliova setřenice, téhož jména jako Charlieho bývalá ex-přítelkyně
- Luisa De Santis - Angelina, Isabellina matka